# 栃大海雄
栃大海 雄（とちたいかい ゆう、1999年10月12日 - ）は、埼玉県越谷市出身で、春日野部屋所属の現役大相撲力士。本名は塚原 隆明（つかはら たかあき）。身長193.0cm、体重165.0kg。最高位は東前頭18枚目（2025年5月場所）。 いわゆる「花のイチイチ組」の1人。 弟は同じ春日野部屋に所属した元五等床山の床栃。

## 来歴
越谷市立東越谷小学校3年次から埼玉県入間市の入間少年相撲クラブに通って本格的に相撲を習い始めた。小学校までは相撲以外に水泳や野球にも取り組んだ。小学校卒業後は越谷市立東中学校に進学したが、相撲部は無く陸上部に入部。中学校2年次からは入間市立黒須中学校に転校し、同中学校に新設された相撲部に入部。3年次（2014年度）に全国中学校相撲選手権大会個人戦で優勝し、中学生横綱の称号を得る。同大会の団体戦でも優勝した。高校は埼玉栄高校に進学。高校の同期には琴勝峰、王鵬らがいた。高校在学中は1年次から団体戦のレギュラーとなり、高校総体や国体少年の部などで団体優勝を経験した。
高校卒業後は大相撲の道を選んで春日野部屋に入学。高校卒業を待たずに在学したまま2017年11月場所で初土俵を踏んだ。序ノ口についた2018年1月場所は6勝1敗の成績で序ノ口優勝決定戦に進出したが、高校の同級生である（当時は高校卒業前）琴手計（後の琴勝峰）との対戦になり、勝って序ノ口優勝を果たした。なお、琴手計とは本割の4番目で対戦し敗れていた。翌3月場所は序二段に番付を上げ、1番目で琴手計に勝利し7勝全勝とし、序二段優勝を果たした。5月場所で三段目に昇進。続く7月場所で入門以来初の負け越しを経験したが、同年11月場所で幕下に昇進。2019年7月場所で初の幕下15枚目以内となる西幕下7枚目、2場所後の同年11月場所で初の5枚目となる東幕下4枚目まで番付を上げた。11月場所では前半戦は3勝1敗としたが、10日目（5番目）の相撲で初の十両戦が組まれて若元春に敗れたところから3連敗して負け越した。その後は幕下15枚目前後の地位に定着したが、2022年9月場所では16場所ぶりに幕下5枚目以内の地位となる西幕下4枚目まで番付を戻し、千秋楽（7番目）に組まれた自身2度目の十両戦（豪ノ山戦）に勝利し、4勝3敗と幕下5枚目以内で初めて勝ち越した。番付運と十両から落ちる力士の数次第では関取昇進も有り得たが、場所後の関取昇進はならなかった。自己最高位となる東幕下2枚目で迎えた11月場所では5番相撲で負け越し、3勝4敗に終わった。2023年1月場所は東幕下5枚目の地位で5勝2敗の勝ち越しとなり、関取の枠が3、4枠空くと見られた関係上場所後の十両昇進が有力視された。しかし場所後の番付編成会議で昇進は認められず、東幕下筆頭で迎えた続く3月場所では、前場所幕下優勝し十両昇進した落合（後の伯桜鵬）と初日に対戦し敗れるとそのまま3連敗、その後2連勝したものの6番7番相撲を連敗、千秋楽に組まれた8番相撲で德勝龍に勝利したものの3勝5敗に終わり、十両昇進を逃した。同年9月場所も東幕下筆頭で迎えたが初日から4連敗を喫し、またも十両昇進を逃した。2024年3月場所は西幕下4枚目で3勝2敗から10日目に琴恵光、千秋楽に天空海といずれも十両力士との取組に連勝、5勝2敗の成績を残し、7番相撲終了時点で十両昇進が決定的と報じられた。初土俵から6年余りでの関取昇進については「長い間、皆さんを待たせていたので良かった」と語った。3月27日に開催された番付編成会議にて、5月場所での新十両昇進が正式決定され、併せて四股名を師匠の四股名の「栃」と自身が海が好きなことに因んだ「海」を入れた栃大海に変更することが発表された。越谷市スポーツ振興課によると、越谷市出身の関取は阿炎に続き、栃大海で通算4人目となる。
東十両14枚目で迎えた5月場所、初日から3連勝し白星先行、6日目、7日目と初の連敗を喫するも、12日目、13日目に連勝し勝ち越し、14日目と千秋楽は2度目の連敗で8勝7敗で終えた。東十両11枚目まで自己最高位を更新した7月場所は、3日目からの6連敗が影響し10日目終了時点で負け越し、その後3連勝し盛り返したものの、14日目水戸龍、千秋楽は幕下欧勝海と連敗し5勝10敗、翌場所は幕下陥落となった。9月場所番付発表で正式に幕下陥落が決定し、2場所で幕下に逆戻りする格好となった。9月場所は東幕下筆頭で4勝3敗の成績を残し、この場所限りでの幕下陥落が避けられなくなった部屋の碧山と入れ替えで再十両を果たす格好となり、1935年以来となる部屋の現役関取連続在籍記録を自身の手で継続した形となった。
11月場所は、14日目終了時点で10勝4敗と十両優勝を狙える成績だったが紫雷に敗れその可能性を逃した。この場所が関取として初めての二桁勝利となった。2025年1月場所・3月場所ともに最高位を更新の上勝ち越し、5月場所は東前頭18枚目の幕尻での新入幕で迎えたが、4勝11敗の大敗に終わり、7月場所では十両へ陥落した。

## 主な成績

### 通算成績
2025年7月場所終了現在
- 生涯戦歴：205勝167敗（46場所）
- 幕内戦歴：4勝11敗（1場所）

### 各段優勝
2025年7月場所終了現在
- 序二段優勝：1回（2018年3月場所）
- 序ノ口優勝：1回（2018年1月場所）

### 場所別成績
| | 一月場所 初場所（東京） | 三月場所 春場所（大阪） | 五月場所 夏場所（東京） | 七月場所 名古屋場所（愛知） | 九月場所 秋場所（東京） | 十一月場所 九州場所（福岡） |
| --- | ----------------------- | ----------------------- | ----------------------- | --------------------------- | ----------------------- | --------------------------- |
| 2017年 （平成29年） | x                       | x                       | x                       | x                           | x                       | （前相撲）                  |
| 2018年 （平成30年） | 西序ノ口20枚目 優勝 6–1 | 東序二段42枚目 優勝 7–0 | 西三段目42枚目 4–3      | 西三段目27枚目 3–4          | 東三段目46枚目 6–1      | 東幕下57枚目 5–2            |
| 2019年 （平成31年 /令和元年） | 東幕下39枚目 4–3        | 東幕下30枚目 4–3        | 西幕下24枚目 6–1        | 西幕下7枚目 2–5             | 東幕下15枚目 5–2        | 東幕下4枚目 3–4             |
| 2020年 （令和2年） | 東幕下7枚目 2–5         | 西幕下15枚目 4–3        | 感染症拡大 により中止   | 東幕下12枚目 4–3            | 西幕下7枚目 3–4         | 西幕下14枚目 4–3            |
| 2021年 （令和3年） | 西幕下9枚目 3–4         | 西幕下14枚目 2–5        | 西幕下24枚目 5–2        | 東幕下13枚目 4–3            | 西幕下8枚目 3–4         | 東幕下17枚目 5–2            |
| 2022年 （令和4年） | 東幕下10枚目 2–5        | 東幕下22枚目 5–2        | 西幕下11枚目 5–2        | 西幕下6枚目 4–3             | 西幕下4枚目 4–3         | 東幕下2枚目 3–4             |
| 2023年 （令和5年） | 東幕下5枚目 5–2         | 東幕下筆頭 3–5          | 西幕下10枚目 4–3        | 西幕下7枚目 6–1             | 東幕下筆頭 1–6          | 東幕下15枚目 4–3            |
| 2024年 （令和6年） | 東幕下11枚目 5–2        | 西幕下4枚目 5–2         | 東十両14枚目 8–7        | 東十両11枚目 5–10           | 東幕下筆頭 4–3          | 西十両12枚目 10–5           |
| 2025年 （令和7年） | 東十両7枚目 8–7         | 西十両3枚目 9–6         | 東前頭18枚目 4–11       | 東十両4枚目 7–8             | x                       | x                           |
| 各欄の数字は、「勝ち-負け-休場」を示す。 優勝 引退 休場 十両 幕下 三賞：敢=敢闘賞、殊=殊勲賞、技=技能賞 その他：★=金星 番付階級：幕内 - 十両 - 幕下 - 三段目 - 序二段 - 序ノ口 幕内序列：横綱 - 大関 - 関脇 - 小結 - 前頭（「#数字」は各位内の序列） |                         |                         |                         |                             |                         |                             |

## 幕内対戦成績
| 力士名   | 勝数 | 負数 | 力士名 | 勝数 | 負数 | 力士名 | 勝数 | 負数 | 力士名   | 勝数 | 負数 |
| -------- | ---- | ---- | ------ | ---- | ---- | ------ | ---- | ---- | -------- | ---- | ---- |
| 朝紅龍   | 0    | 1    | 遠藤   | 0    | 1    | 嘉陽   | 0    | 1    | 琴勝峰   | 0    | 1    |
| 佐田の海 | 0    | 1    | 獅司   | 1    | 0    | 正代   | 0    | 1    | 湘南乃海 | 1    | 0    |
| 隆の勝   | 0    | 1    | 玉正鳳 | 1    | 0    | 錦木   | 0    | 1    | 翠富士   | 0    | 1    |
| 竜電     | 0    | 1    | 狼雅   | 0    | 1    |        |      |      |          |      |      |

## 改名歴
- 塚原 隆明（つかはら たかあき）2017年11月場所 - 2024年3月場所
- 栃大海 雄（とちたいかい ゆう）2024年5月場所 -